# ماوریتس ساندبری
ماوریتس ساندبری (سوئدی: Mauritz Sandberg; ۱۵ نوامبر ۱۸۹۵ – ۴ نوامبر ۱۹۸۱) بازیکن فوتبال اهل سوئد بود.
از باشگاه‌هایی که در آن بازی کرده‌است می‌توان به باشگاه فوتبال گوتبورگ اشاره کرد.
وی همچنین در تیم ملی فوتبال سوئد بازی کرده‌است.